# Mike Bernard
Michael Bernard, plus connu sous le nom de Mike Bernard, était un compositeur et pianiste américain de musique ragtime. Il fut un des précurseurs du genre et composa un certain nombre de rags. Citons The Stinging Bee ou encore Lemon Drops comme exemple. Bernard fit publier son premier morceau en 1896, à 22 ans. Son œuvre comporte un total de 24 pièces, et une dizaine d'enregistrements en studio dans les années 1910.

## Liste des compositions
- 1896 : The Belle of Hogan's Alley [avec James W. Blake]
- 1896 : Colored Elks
- 1897 : The Lafayette
- 1899 : The Rag-Time King - A Symphony In Rag-Time
- 1900 : In Chinatown
- 1901 : Since Sally's In the Ballet [avec Vincent P. Bryan]
- 1902 : Phantom Dance
- 1908 : The Stinging Bee - A Real Rag Time Two Step
- 1908 : My Mariutch, She Come Back to Me [avec Harry L. Newton]
- 1909 : Dear Old Frisco Town [avec Al White]
- 1910 : Lemon Drops - Rag Two Step
- 1910 : That Ticklin' Rag
- 1911 : Panama Pacific Rag
- 1911 : The Race Horse Rag
- 1912 : The Battle of San Juan Hill
- 1913 : Tantalizing Tingles
- 1913 : Apache
- 1915 : Kinky
- 1915 : The Neutrality March
- 1915 : The Neutrality March (song)
- 1918 : There's Another Angel Now in Old Killarney [avec George A. Little] The Stinging Bee, 1908
- 1918 : Blaze Away

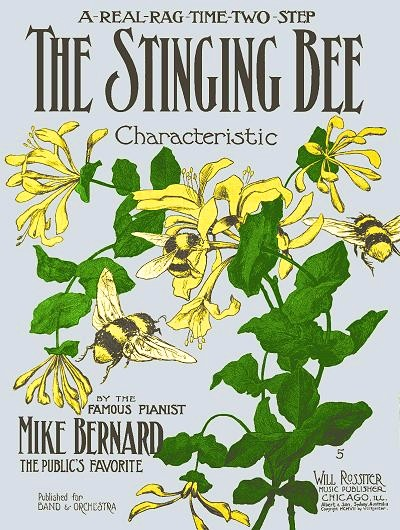
The Stinging Bee, 1908

- 1918 : How Do You D, Mr. McAdoo [avec Herman Ruby]
- 1925 : Good Gravy